# جورج کلارک (بازیکن فوتبال، زاده ۱۹۰۰)
جورج کلارک (انگلیسی: George Clarke; ۲۴ ژوئیهٔ ۱۹۰۰ – ۱۱ فوریهٔ ۱۹۷۷) بازیکن فوتبال اهل انگلستان بود.
از باشگاه‌هایی که در آن بازی کرده‌است می‌توان به باشگاه فوتبال کریستال پالاس، باشگاه فوتبال کویینز پارک رنجرز و باشگاه فوتبال استون ویلا اشاره کرد.